# Agrias bouvieri
Agrias bouvieri är en fjärilsart som beskrevs av Le Moult 1926. Agrias bouvieri ingår i släktet Agrias och familjen praktfjärilar. Inga underarter finns listade i Catalogue of Life.